# Apol·lo
|  | Per a altres significats, vegeu «Apol·lo (desambiguació)». |

Apol·lo (en grec antic: Απόλλων, Apól·lōn) és el déu de la medicina, de la bellesa masculina, de la música i de la poesia en la mitologia grega i, posteriorment, en la mitologia romana; també va ser considerat déu del Sol, en substitució d'Hèlios. És fill de Zeus i Leto, i el germà bessó d'Àrtemis (la deessa de la cacera). També és conegut amb el nom de Febus, per ser net de la titànide Febe.

## Etimologia
L'etimologia és incerta. Els autors antics varen recollir diversos exemples d'etimologia popular. Així doncs, Plató relaciona el nom al seu Cràtil amb ἀπόλυσις (apólysis, 'redempció'), ἀπόλουσις (apólusis, 'purificació') i ἁπλοῦν (haplun, 'únic'), en particular en referència a la forma tessàlia del nom, Ἄπλουν; i finalment interpretat també com a Ἀει-βάλλων (Aei-bál·lon, 'qui dispara constantment').
També s'ha suggerit que Apol·lo prové de la deïtat hurrita i hitita Aplu, que era força invocada durant els anys de plaga. Aplu prové de l'accadi Aplu Enlil, que significa 'el fill d'Enlil', un títol que s'aplicava al déu Nergal, que estava relacionat amb Xamaix, el déu babilònic del Sol.
Etòsir (Οἰτόσυρος) fou el nom d'una deïtat escita esmentada per Heròdot, qui la identifica amb el grec Apol·lo.

## Atributs
Els atributs més comuns d'Apol·lo eren l'arc i les sagetes (com la seva germana Àrtemis), o també una lira o una cítara, ja que era el déu de la música, i també el plectre i l'espasa. Un altre emblema típic era el trípode de sacrificis, representatiu dels seus poders profètics. El llorer és l'arbre que li és consagrat, ja que es feia servir en sacrificis expiatoris i també per a elaborar la corona de la victòria dels jocs Pitis, que se celebraven en honor seu cada quatre anys a Delfos. La palmera també li era consagrada perquè hi havia nascut a sota d'una a Delos. Entre els animals que li estaven consagrats, s'incloïen els llops, els dofins i els cabirols, els cignes i les cigales (simbolitzant la música), falcons, cornelles, corbs i serps (en al·lusió a les seves funcions com a déu de la profecia), els ratolins i els grifons, mítics híbrids d'àguila i lleó d'origen oriental.
Com a déu de la colonització, Apol·lo aconsellava sobre les colònies, especialment durant l'època de més apogeu, del 750 al 550 aC. Segons la tradició grega, va ajudar els colons cretencs o arcadis a fundar la ciutat de Troia. Tanmateix, aquesta història podria reflectir una influència cultural que tingués la direcció contrària: texts cuneïformes hitites mencionen un déu de l'Àsia Menor anomenat Appaliunas o Apalunas en relació amb la ciutat de Wilusa, esmentada en inscripcions hitites, que actualment se sol considerar idèntica a la grega Ilió per la majoria d'investigadors.
En el context literari, Apol·lo representa l'harmonia, l'ordre i la raó, característiques que contrasten amb les de Dionís, déu del vi, que representa l'èxtasi i el desordre. El contrast entre els papers d'aquests déus queda reflectit en els adjectius apol·lini i dionisíac àmpliament explotats per autors com Nietzsche. No obstant això, els grecs creien que les dues qualitats eren complementàries. Una altra contrapart del déu era Hècate.
Quan es va lligar al sol, la seva germana es va associar a la lluna per analogia.

## Orígens del culte
Sembla que, tant l'Apol·lo grec com l'etrusc, arribaren al mar Egeu durant l'edat del ferro (entre c. 1100 i 800 aC) des d'Anatòlia. Homer el presenta en el bàndol troià, contra l'aqueu, en la Guerra de Troia. En el bronze antic (de 1700 a 1200 aC) l'Aplu hitita i hurrita, com l'Apol·lo homèric, era un déu de les plagues i s'assemblava al déu ratolí Apol·lo Esminteu.
Homer il·lustrà dos aspectes d'Apol·lo expressats amb els himnes anomenats peans, el del déu sanador o apotropaic i el de la cançó amb l'aspecte d'agraïment o triomf, i Hesíode també separà totes dues coses. En la poesia anterior, Peà és invocat independentment com a déu de la curació. És igualment difícil separar peà en el sentit de 'sanador', de peà en el sentit d'«himne».
Aquests himnes eren originalment adreçats a Apol·lo i posteriorment a altres déus relacionats amb ell. Cap al segle iv aC, el peà es convertí en una simple fórmula d'adulació, l'objectiu de la qual era implorar protecció contra la malaltia i la desgràcia o bé donar les gràcies després de la protecció. D'aquesta forma, Apol·lo arribà a ser reconegut com a déu de la música. El seu paper com a assassí de Pitó portà la seva associació amb la batalla i la victòria, de la qual cosa procedeix el costum romà que els exèrcits cantessin un peà quan marxaven i abans d'entrar en batalla, quan una flota abandonava el port i també després d'aconseguir una victòria.
Els vincles d'Apol·lo amb els oracles semblen també estar relacionats amb el desig de saber el desenllaç d'una malaltia. És el déu de la música i la lira. La curació pertany al seu regne: era el pare d'Asclepi, el déu de la medicina. Les muses eren part del seu seguici, de manera que la música, la història, la poesia i la dansa li pertanyien.

## Llocs de culte
Apol·lo no era gaire usual entre les deïtats olímpiques, però va tenir dos llocs de culte amb força influència: Delos i Delfos. Els cultes de l'Apol·lo Cinti i de l'Apol·lo Piti eren tan diferents que, fins i tot, podien tenir santuaris al mateix lloc. Tot de noms teòfors com Apol·lodor o Apol·loni i ciutats anomenades Apol·lònia apareixen per tot el món grec. El culte a Apol·lo ja s'havia totalment estès quan van començar les fonts escrites, pels volts del 650 aC.

### Santuaris d'oracles

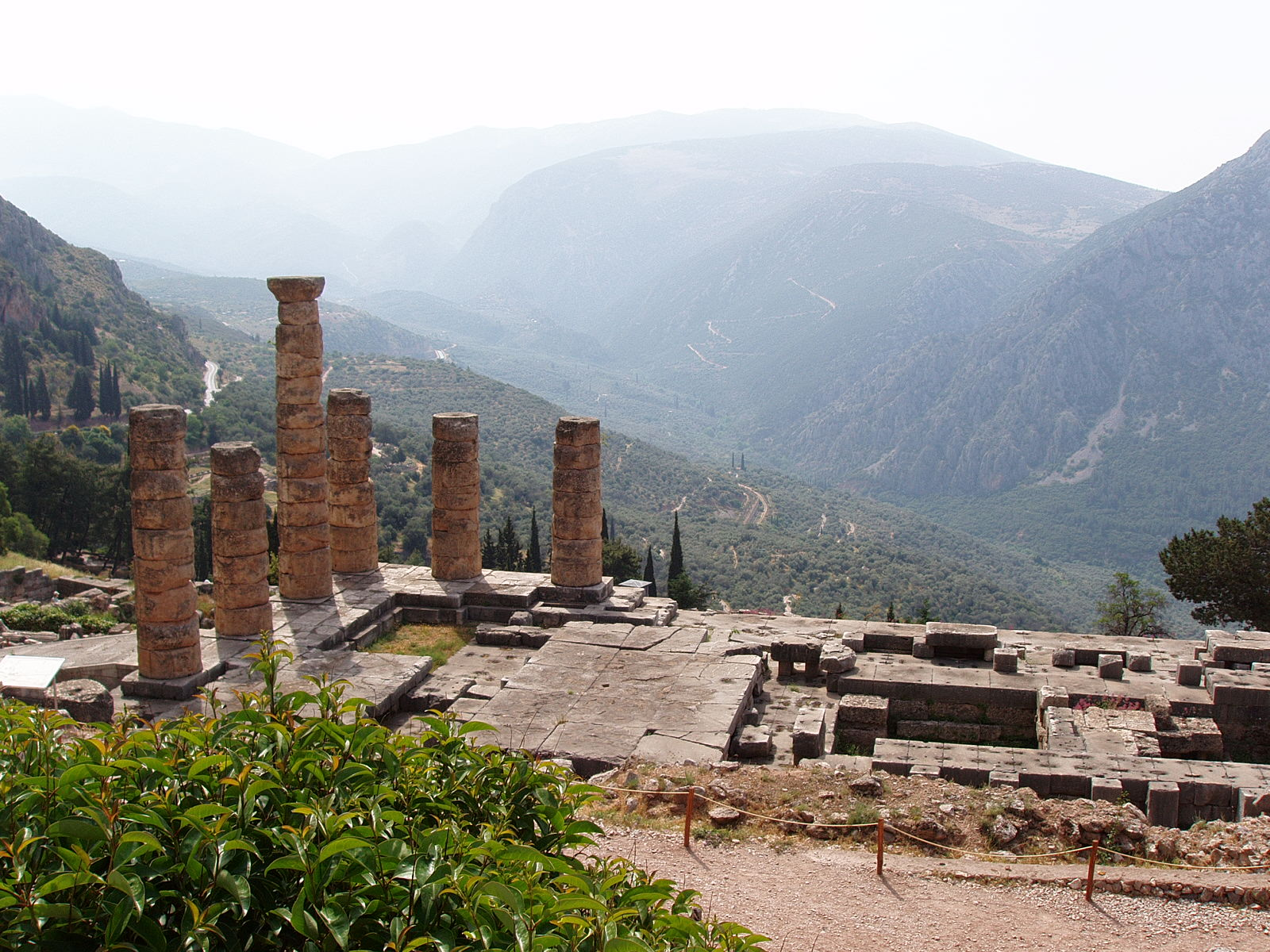
Temple d'Apol·lo al vessant del mont Parnàs, prop de Delfos (Grècia)

Apol·lo tenia un famós oracle de Delfos i d'altres també força importants a Claros i Dídima. El seu altar oracular a Abes (Fòcida), del qual prové l'epítet toponímic Abeu, fou tan important com perquè Cresos el consultés.
Entre els principals santuaris d'oracles hi ha:
- A Dídima, un oracle a la costa d'Anatòlia, al sud-oest de Sardes (Regne de Lídia), en què els sacerdots del llinatge dels brànquides rebien llur inspiració bevent d'una deu curativa que hi havia al temple.
- A Hieràpolis Bambice (Àsia Menor), segons el tractat De Dea Syria, el santuari de la deessa síria contenia una imatge d'Apol·lo amb túnica i barba. Les endevinacions es feien a partir dels moviments espontanis d'aquesta imatge.[10]
- A Delos hi havia un oracle d'Apol·lo Deli durant l'estiu. El hieró (santuari) d'Apol·lo adjacent al Llac Sagrat fou el lloc on es creu que va néixer el déu.
- A Corint, l'oracle venia de la ciutat de Tènea, de presoners suposadament capturats en la Guerra de Troia.
- A Bases, prop de Figàlia (Peloponnès), va aixecar-s'hi un temple d'Apol·lo per obra d'Ictí.
- A Abes (Fòcida)
- Al temple d'Apol·lo a Delfos, la Pítia s'omplia de pneuma d'Apol·lo, que hom deia que venia d'una deu que hi havia dins de l'àditon.
- A Patara (Lícia), hi havia un oracle d'Apol·lo en hivern.
- A Claros, a la costa oest d'Àsia Menor, així com a Delfos, una font sagrada donava un pneuma del qual bevien els sacerdots.
- A Segesta (Sicília).

### Altres temples d'Apol·lo
- A Roma hi havia un temple d'Apol·lo dedicat a Apol·lo Medicus, probablement a prop del temple de la deessa de la guerra, Bel·lona.
- Temple d'Apol·lo Acti del segle V aC al promontori d'Àccium, a la costa d'Acarnània
- Temple d'Apol·lo a Termó, a Etòlia
- Temple d'Apol·lo Agieu a la ciutat de Megalòpolis, a Arcàdia
- Temple d'Apol·lo a l'illa d'Ortígia, a Siracusa (Sicília)
- Temple d'Apol·lo a Figàlia, a Arcàdia
- Temple d'Apol·lo a Corint
- Temple d'Apol·lo a Delos
- Temple d'Apol·lo Delfini a Dreros, al nord-est de Creta (segle viii aC)
- Al dem àtic de Mèlite hi havia un santuari dedicat a l'Apol·lo Metagitni, que donà nom a les Metagítnies

## Apol·lo romà
Els romans adoptaren el culte a Apol·lo dels grecs. Com a déu genuïnament grec, Apol·lo no tenia equivalent directe en la mitologia romana, tot i que els poetes posteriors hi al·ludiren freqüentment com Febus. Hi havia una tradició en què l'oracle dèlfic era consultat des del període dels reis romans durant el regnat de Tarquini el Superb. Amb motiu d'una pesta el 430 aC, s'establí a Roma el primer temple als camps Flaminis, reemplaçant un antic lloc de culte que, a partir de llavors, es va dir l'Apollinar. Durant la Segona Guerra Púnica (212 aC), els Ludi Apollinares foren instituïts en el seu honor, seguint les instruccions d'una profecia atribuïda a Marció. A l'època d'August, que es considerava a ell mateix sota l'especial protecció d'Apol·lo i fins i tot es deia que era el seu fill, el seu culte es desenvolupà i es convertí en un dels principals déus de Roma. Després de la batalla d'Àccium, que es lliurà a prop d'un santuari d'Apol·lo, August amplià el seu antic temple, li dedicà una porció del botí i instituí jocs quinquennals en honor seu. També va erigir-li un nou temple dedicat al mont Palatí. Els sacrificis i oracions al Palatí dedicats a Apol·lo i Diana constituïen la culminació dels jocs seculars, celebrats en el 17 aC per commemorar l'inici d'una nova era.

## Mitologia

### Naixement
Quan Hera descobrí que Leto estava embarassada i que Zeus era el pare dels futurs fills, va prohibir que donés a llum en terra ferma, o el continent, o qualsevol illa del mar. Mentre Leto buscava on parir, trobà una illa errant, que era en la que la seva germana Astèria havia estat transformada. Aquesta illa, de nom Ortígia, posteriorment va passar a anomenar-se Delos, i és on Leto va poder donar a llum. Després del part, Zeus assegurà Delos al fons de l'oceà. Més tard, aquesta illa fou consagrada a Apol·lo.
També s'afirma que Hera segrestà Ilitia, la deessa dels parts, per evitar que Leto donés a llum. Els altres déus enganyaren Hera perquè la deixés anar, oferint-li un collaret d'ambre de vuit metres de llargada. Els mitògrafs coincideixen que primer va néixer Àrtemis i aquesta ajudà la seva mare perquè donés a llum Apol·lo, o que Àrtemis va néixer un dia abans que Apol·lo, a l'illa d'Ortígia, i que ajudà Leto a creuar el mar fins a Delos, l'endemà, per donar-hi a llum Apol·lo. Apol·lo va néixer el 7è dia (ἡβδομαγενης) de Targelió segons la tradició dèlia, o en el mes de Bisi, segons la tradició dèlfica. Els dies 7è i 20è, llunes nova i plena, foren des d'aleshores consagrats a ell.

### Infància
Quatre dies després de néixer, Apol·lo va matar el drac ctònic Pitó, que vivia a Delfos, a la font Castàlia. Aquesta font era la que emetia els vapors causants que l'oracle de Delfos fes les profecies. Hera va enviar la serp per perseguir i matar Leto per tot el món. Per protegir la seva mare, Apol·lo va suplicar a Hefest un arc i una sageta. Després de rebre'ls, Apol·lo va arraconar Pitó a la cova sagrada de Delfos, i després de matar-la va ser castigat, perquè Pitó era un fill de Gea. Es diu que el sacerdot Carmànor va acollir els déus després del seu exili.
Hera envià aleshores el gegant Tici per matar Leto. Aquesta vegada, Àrtemis va ajudar el seu germà Apol·lo en la protecció de llur mare. Durant la batalla, Zeus va cedir finalment a llur ajuda i va llançar Tici al Tàrtar. Allà va ser subjectat al terra de roca, cobrint nou acres, i una parella de voltors li menjaven el fetge diàriament.

### Dafne
Explica un mite que Apol·lo va voler competir amb Cupido en l'art de llençar sagetes. Cupido, enfadat per l'arrogància d'Apol·lo, va inventar-se un pla per venjar-se. Va llençar una sageta d'or a Apol·lo, que li va causar una passió incontrolable, i una de plom a Dafne, que li va causar un rebuig amorós. Així que quan Apol·lo va veure un dia la nimfa Dafne es va sentir ferit d'amor i es va llançar a atrapar-la. Però Dafne, que patia l'efecte contrari, li va fugir. La nimfa va córrer i córrer fins que es va cansar, i llavors va demanar ajuda a sa mare. La mare de Dafne, Gea (la terra) va acabar per convertir-la en llorer. Quan Apol·lo va atrapar Dafne, ella ja havia començat el procés de transformació: els peus n'eren les arrels i els cabells les fulles. Apol·lo la va abraçar i es va posar a plorar. I va dir:
«Com que no pots ser la meva muller, seràs el meu arbre predilecte i les teves fulles, sempre verdes, coronaran els caps de la gent en senyal de victòria.»

### Admet
Quan Zeus va abatre el fill d'Apol·lo, Asclepi, amb un raig per ressuscitar Hipòlit d'entre els morts (transgredint així Temis en robar súbdits d'Hades), Apol·lo va matar en venjança els ciclops, que havien creat el raig de Zeus. Apol·lo havia d'haver estat desterrat al Tàrtar per sempre, però en comptes d'aquest càstig, fou condemnat a un any de feina forçada, gràcies a la intervenció de la seva mare, Leto. Durant aquest temps, va treballar de pastor per al rei Admet a Tessàlia. Admetos va tractar-lo bé, i per això el déu va concedir-li grans beneficis.
Apol·lo va ajudar Admetos a guanyar Alcestis, la filla del rei Pèlias i, més endavant, va convèncer les moires perquè permetessin Admetos viure més temps del que li corresponia si cap altre ocupava el seu lloc. Però quan arribà l'hora de la mort, els seus pares, que ell havia assumit que estarien disposats a morir en lloc seu, no volgueren ajudar-lo. En canvi, Alcestis va prendre el seu lloc, però Hèracles aconseguí persuadir Tànatos, el déu de la mort, perquè la fes tornar al món dels vius.

### Durant la Guerra de Troia
Juntament amb Posidó, Apol·lo va ajudar a construir les muralles de Troia. Quan el rei no va voler recompensar-lo, va enviar-hi una pestilència com a càstig. Posteriroment, però, es posà de part dels troians en el conflicte.
A la Guerra de Troia disparà sagetes infectades amb la pesta en el campament grec en resposta a l'insult d'Agamèmnon a Crises, un dels seus sacerdots, la filla del qual, Criseida, havia estat segrestada. Apol·lo exigia el seu alliberament i els aqueus (grecs) van acabar cedint-hi, i provocaren indirectament la fúria d'Aquil·les, que és el tema principal de la Ilíada d'Homer.
Quan Diomedes va ferir Enees, Apol·lo el rescatà. Primer Afrodita, la seva protectora mare, intentà rescatar Enees, però Diomedes la va ferir també. Llavors, Enees fou envoltat per un núvol creat per Apol·lo, qui el portà a Pèrgam, un lloc sagrat de Troia.
Apol·lo ajudà Paris a matar Aquil·les guiant la sageta d'arc fins al seu taló. Una interpretació d'aquest motiu és que fou en venjança pel sacrilegi d'Aquil·les en matar Troilo, fill d'Apol·lo amb Hècuba, en el mateix altar del temple a ell dedicat.

### Níobe
Níobe, una reina de Tebes i dona d'Amfíon, va gallejar de la seva superioritat sobre Leto perquè havia tingut catorze fills (els niòbides), set homes i set dones, mentre que Leto només n'havia tingut dos. Apol·lo matà els seus fills mentre practicaven atletisme, tot i llurs súpliques, i Àrtemis les filles. Apol·lo i Àrtemis van fer servir sagetes enverinades per matar-los, tot i que segons algunes versions del mite alguns dels niòbides van ser perdonats (sovint Cloris). Amfíon, en veure morts els seus fills, va suïcidar-se (o bé va ser assassinat per Apol·lo després de jurar venjança). Níobe, dessolada, va fugir al mont Sípil, a l'Àsia Menor, i va convertir-se en pedra mentre plorava. Les seves llàgrimes van formar el riu Aqueloos. Zeus havia convertit tots els habitants de Tebes en pedra, per això ningú no va enterrar els niòbides fins al novè dia, quan els mateixos déus els donaren sepultura.

## Descendència
| Amants masculins   | Amants femenines | Amants femenines                                                                                     | Amants femenines                                                                                          | Fills de mare desconeguda  |
| ------------------ | --- | --- | --- | -------------------------- |
| - Ciparís - Jacint | - Acanta - Arsínoe - Asclepi - Eriopis - Cassandra - Cal·líope - Linos - Orfeu - Iàlem - Cirene - Aristeu - Coronis - Asclepi | - Dafne - Dríope - Amfís - Etusa - Elèuter - Hècuba - Troilos - Políxena - Leucòtoe - Manto - Mopsos | - Psàmate - Linos - Quíone - Filàmon - Reo - Anios - Sinope - Siros - Terpsícore - Linos - Urània - Linos | - Cicne - Cínires - Femona |

### Relacions amoroses

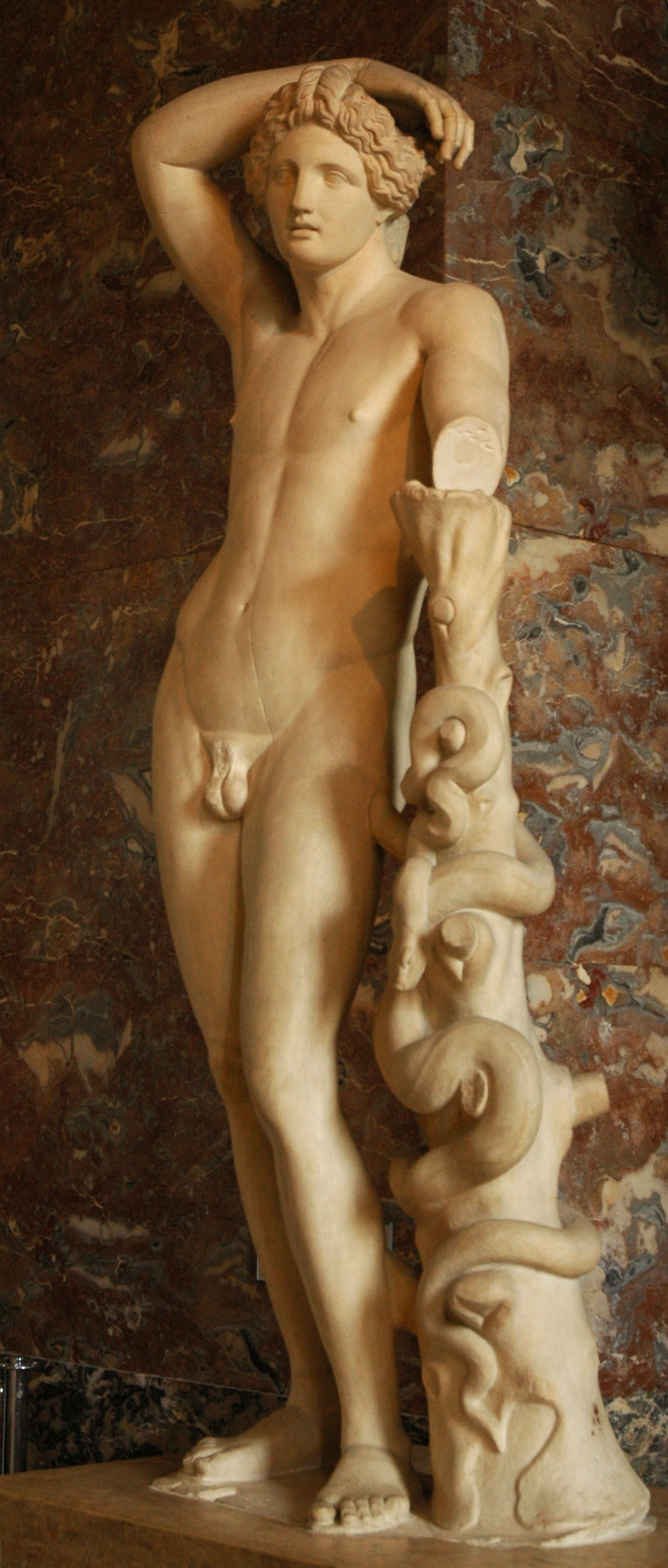
Apol·lo Lici, còpia romana antia d'un original grec del segle IV aC (Museu del Louvre)

Apol·lo és famós per les seves relacions amoroses.
- Dafne, qui fugint d'ell va demanar ajuda als déus i va ser convertida en un llorer
- Marpessa, una mortal que el va acabar abandonant per un home, ja que tenia por d'envellir i que ell la rebutgés
- Leucòtoe, una altra mortal que va acabar convertida en un gira-sol per poder mirar sempre el seu estimat
- Cirene, amb qui va tenir Aristeu, patró del ramat
- Hècuba, amb qui va tenir Troilos, qui tingué un paper rellevant en la Guerra de Troia
- Cassandra, a qui va regalar el do de la profecia
- Coronis, mare d'Asclepi; Apol·lo descobrí que ella s'havia enamorat d'un altre noi i Àrtemis, o ell mateix, la va matar en venjança.
- Creüsa, amb qui va tenir Ió
- Acanta
- Jacint
- Ciparís
- Cal·líope
- Manto
- Urània
- Mèlia

### Amants femenines
- Per explicar la relació d'Apol·lo amb Dafne, l'arbre del llorer les fulles del qual empraven les sacerdotesses d'Apol·lo a Delfos, una llegenda fou recollida per Libani, un orador i mag del segle IV, que Apol·lo va perseguir una nimfa, Dafne, filla de Peneu. En la narració d'Ovidi per al públic romà, Febus Apol·lo es burla de Cupido per jugar amb una arma pròpia d'homes; aquesta burla fa que la deïtat el ferís amb una sageta daurada. També havia disparat alhora, però, una sageta de plom a Dafne, que a partir d'aleshores sentia repulsió envers Apol·lo. Després d'una fogosa persecució, Dafne va resar a la Mare Terra perquè l'ajudés, i la transformà en un arbre de llorer, consagrat a partir de llavors a Apol·lo.
- Apol·lo va tenir un afer amb una princesa mortal anomenada Leucòtoe, filla d'Òrcam i germana de Clítia. Leucòtoe s'estimà Apol·lo, qui s'havia disfressat com si fos la seva mare per aconseguir entrar a la seva cambra. Clítia, gelosa de la seva germana perquè volia Apol·lo per a ella, digué a Òrcam la veritat, bo i traint les confidències i la confiança de la seva germana. Enfurismat, Òrcam ordenà que Leucòtoe fos enterrada viva. Apol·lo es negà a perdonar Clítia per trair la seva amant, i ella, afligida, va pansir-se i morir lentament. Apol·lo va transformar-la en una planta d'encens (o bé en un gira-sol).
- Marpessa va ser segrestada per Idas, però també fou estimada per Apol·lo. Zeus va fer-la escollir entre tots dos, i Marpessa trià Idas pensant que Apol·lo, sent immortal, acabaria cansant-se'n, d'ella, quan es fes vella.
- Castàlia era una nimfa a qui Apol·lo estimava. Va fugir d'ell i se submergí en la font que hi havia a Delfos al peu del Parnàs, que a partir d'aleshores s'anomenà Castàlia. L'aigua d'aquesta deu era sagrada: es feia servir per a netejar els temples de Delfos i també inspirava els poetes.
- Apol·lo va tenir amb Cirene un fill anomenat Aristeu, que esdevingué el déu patró de la ramaderia, els arbres fruiters, la caça, l'agricultura i l'apicultura. També fou un heroi de la cultura que ensenyà a la humanitat les tècniques de la ramaderia lletera i l'ús de xarxes i trampes en la caça, així com el conreu de les oliveres.
- Amb Hècuba, la dona del rei Príam de Troia, Apol·lo va tenir un fill anomenat Troilos. Un oracle profetitzà que Troia no seria derrotada sempre que Troilos arribés a fer els vint anys. Va caure en una trampa i fou assassinat per Aquil·les.
- El déu també s'enamorà de Cassandra, la filla d'Hècuba i Príam, i germanastra de Troilos. Apol·lo va prometre a Cassandra el do de la profecia per aconseguir seduir-la, però un cop ella el n'aprengué, el rebutjà. Enfurismat, Apol·lo va concedir-li el do de conèixer les tragèdies futures, però alhora la maledicció que ningú no la creuria mai.
- Coronis, filla de Flègias, rei dels làpites, fou una altra amant d'Apol·lo. Embarassada d'Asclepi, Coronis s'enamorà d'Isquis, fill d'Èlat. Un corb informà Apol·lo d'aquesta aventura. Al començament, no va creure'l i va fer que tots els corbs fossin negres (que abans eren blancs) com a càstig per dir mentides. Quan va descobrir la veritat, envià la seva germana, Àrtemis, perquè matés Coronis (en altres versions, el mateix Apol·lo havia mort Coronis). Com a resultat, també feu sagrats els corbs i els atorgà la tasca d'anunciar morts importants. Apol·lo rescatà el nadó de la pira funerària de Coronis i el donà al centaure Quiró perquè en tingués cura. Flègias va enfadar-se per la mort de la seva filla i incendià el temple d'Apol·lo a Delfos, per això Apol·lo el matà.
- En l'obra d'Eurípides Ió, Apol·lo engendrava Ió amb Creüsa, la dona de Xutos. Creüsa abandonà Ió al bosc, però Apol·lo demanà a Hermes que salvés el nen i el dugués a l'oracle de Delfos, on fou criat per una sacerdotessa.
- Una altra de les seves amants fou Acanta, l'esperit de l'arbre d'acant. Després de morir, Apol·lo va transformar-la en una herba amant del sol.

### Amants masculins
Apol·lo, etern curos imberbe, fou el déu grec que va tenir les relacions homosexuals més prominents. Alguns dels joves amants de la deïtat tingueren tràgiques morts:
- Jacint fou un dels seus amants masculins. Jacint era un príncep espartà formós i atlètic. Mentre tots dos practicaven el llançament de disc, un disc llançat per Apol·lo fou desviat de la seva trajectòria pel gelós Zèfir i colpejà Jacint al cap, tot matant-lo a l'instant. Quan el jove morí, hom diu que Apol·lo va sentir tanta ira i dolor que va convertir Zèfir en vent perquè mai més no tornés a tocar ni a parlar amb ningú. De la sang de Jacint, Apol·lo creà la flor que duu el seu nom en honor de la seva mort, i les seves llàgrimes van tacar els pètals de la flor amb marques en forma de άί άί, com a símbol etern de lament. El festival de Jacint (les Hiacínties) era una celebració tradicional a Esparta.
- Un altre amant masculí fou Ciparís, un descendent d'Hèracles. Apol·lo li regalà un formós cérvol domesticat com a company, però Ciparís el matà accidentalment amb un pílum quan jeia dormint entre els matolls. Ciparís demanà a Apol·lo que fes que les seves llàgrimes rodolessin eternament. Apol·lo va accedir a la petició transformant-lo en un xiprer, del qual hom diu que és un arbre representatiu de la tristesa perquè la saba forma petites gotes que semblen llàgrimes regalimant pel tronc.

## En l'art
En l'art, Apol·lo és representat com un home jove, imberbe i atractiu, sovint amb una cítara o un arc en la mà, o recolzat en un arbre. L'Apol·lo de Belvedere és una escultura de marbre que fou redescoberta a finals del segle xv i que des del Renaixement fins al segle xix ha encarnat els ideals de l'antiguitat clàssica per a Europa. Es tracta d'una còpia hel·lenística o romana d'un original en bronze de l'escultor grec Leocares, feta entre el 350 i el 325 aC.
L'estàtua de mida natural anomenada Adonis, trobada el 1780 al jaciment d'una vil·la suburbana prop de la via Labicana al suburbi romà de Centocelle, actualment al Museu Ashmolean (Oxford), és identificada com un Apol·lo pels investigadors moderns. Probablement, mai no va estar destinada al culte, sinó que va ser únicament d'ornamentació i exhibició.
En el mosaic del terra romà de finals del segle ii d'El Djem (l'antiga Tisdro), es pot identificar un Apol·lo Hèlios pel seu halo lluent, tot i que aleshores fins i tot el déu apareix amb túnica, fet que demostra que ja hi havia influència de l'imperi tardà. Un altre mosaic d'Apol·lo amb halo, d'Hadrumet, es troba al Museu de Sussa. Les convencions d'aquesta representació -cap en un costat, llavis lleument oberts, ulls grans, cabells arrissats que cauen pel coll- es desenvoluparen en el segle iii aC per representar Alexandre el Gran.
A la ciutat de Creta de Dreros, s'hi va trobar una estàtua petita d'Apol·lo realitzada en l'estil orientalitzant de finals del segle viii aC (o bé cap al 650 aC), fent servir la tècnica de l'esfirelàton, ço és, martellejant làmines de bronze sobre un nucli de fusta que els donava forma. Té 80 cm i té uns pectorals molt marcats. Actualment, es troba al Museu Arqueològic d'Heraclió.